# Alberto Carneiro
Alberto Carneiro (São Mamede do Coronado, Santo Tirso , 20 de setembro de 1937 — Porto, 15 de abril de 2017) foi um artista plástico e escultor português.
Foi um dos mais importantes escultores portugueses, "autor de um corpo de obra em que arte e vida são indissociáveis e dotado de uma voz única em que a ruralidade e a proximidade à natureza, [...] se aliava ao seu estudo e profundo envolvimento com a filosofia oriental".

## Biografia / Obra

Uma floresta para os teus sonhos, 1970, troncos de pinheiro, dimensões variáveis

Nasce em Coronado, Trofa, Douro Litoral, em 1937. Entre 1947 e 1958 trabalha em oficinas de arte religiosa da sua terra, iniciando-se nas tecnologias da madeira, da pedra e do marfim. Frequenta o ensino secundário na Escola de Artes Decorativas Soares dos Reis, Porto, e na Escola António Arroio, Lisboa.
Em 1961 inscreve-se no curso de escultura da ESBAP, que termina em 1967. No ano seguinte parte para Londres como bolseiro da Fundação Calouste Gulbenkian para frequentar a Saint Martin's School of Art (1968-1970), onde é aluno de Anthony Caro e Philip King.
Em Londres contacta com as novas tendências artísticas emergentes no final da década de 1960, nomeadamente com a arte minimal e concetual britânicas. A partir daí desenvolve projetos inovadores para o contexto português, entre os quais O canavial: memória metamorfose de um corpo ausente (1968) e Uma floresta para os teus sonhos (1970), onde se aproxima da Land Art, revelando uma "atenção especial aos valores de uma arte de «envolvimento», que abandona a primazia do trabalho manual para considerar o projeto conceptual, numa progressiva desmaterialização da obra de arte. Esta visão antropológica da criatividade artística combina-se com uma aproximação às filosofias orientais da essência e da natureza (budismo zen, tantrismo) e levam-no a elaborar o Manifesto de Arte Ecológica (1968-72) que repudia o dualismo ocidental sensualidade/espiritualidade e promove a reabilitação das coisas mais simples no significar da comunicação estética" .

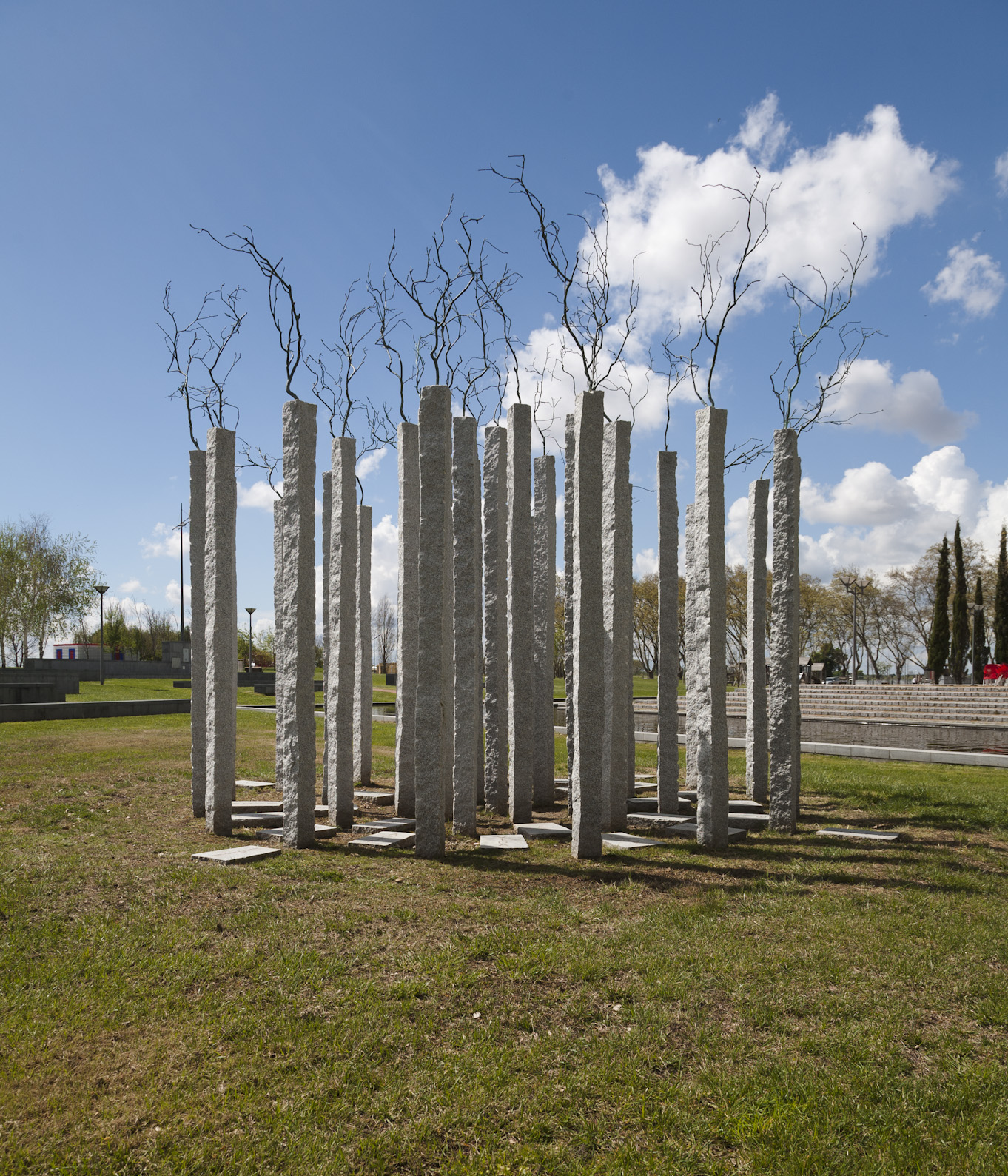
Sobre a floresta, 2012, granito e bronze, altura 350 cm; Parque de Escultura Contemporânea, Vila Nova da Barquinha

Em 1977 participa na exposição Alternativa Zero, onde se fez "o primeiro balanço dos trabalhos que em Portugal tomaram como referência as atitudes conceptuais e congéneres".
"Para além da sua obra plástica, há que referir os seus inúmeros escritos que são um contributo decisivo para o entendimento de uma das obras mais radicalmente genuínas da arte contemporânea portuguesa, onde natureza, arte e corpo confluem num discurso simultaneamente universal e pessoal".
Entre 1972 e 1976 leciona no curso de escultura da ESBAP; de 1972 a 1985 é responsável pela orientação artística e pedagógica do Círculo de Artes Plásticas de Coimbra (CAPC); leciona na Faculdade de Arquitetura da Universidade do Porto (1985-1994).
Alberto Carneiro realizou múltiplas mostras individuais e participou em exposições de vulto, entre as quais a Bienal de Veneza (1976) e a Bienal de S. Paulo (1977). A sua obra foi alvo de quatro importantes exposições antológicas: Fundação Calouste Gulbenkian, Lisboa, e Casa de Serralves, Porto (1991); Museu Machado de Castro, Coimbra (2000); Centro Galego de Arte Contemporânea, Santiago de Compostela (2001); Museu de Arte Contemporânea do Funchal (2003). No Museu do Côa, uma das salas de exposição permanente apresenta a escultura "Árvore-Mandala para os gravadores do Vale do Côa".
Entre as distinções que lhe foram atribuídas incluem-se o Prémio Nacional de Escultura (1968) e o Prémio Nacional de Artes Plásticas da AICA (1985). A 9 de junho de 1994, foi agraciado com o grau de Grande-Oficial da Ordem do Infante D. Henrique. Em 2013 o Museu de Arte Contemporânea de Serralves apresentou a exposição Alberto Carneiro: Arte Vida / Vida Arte - revelações de energias e movimentos da matéria. Para o escultor, esta exposição é um manifesto "cuja ideia central é a demonstração de que a arte é o artista e também o espectador. [...] A mostra é composta, na sua maioria, por obras inéditas criadas a partir de raízes e troncos de laranjeiras, oliveiras, bambus e vides, sempre acompanhadas de vidros ou espelhos com textos que, para além de realçarem a importância da palavra na obra de Alberto Carneiro, envolvem o espectador através do seu reflexo".
Faleceu em 15 de abril de 2017, aos 79 anos de idade, no Hospital de S. João, no Porto, onde se encontrava internado após uma sucessão de vários problemas de saúde.